# زوشیگایا

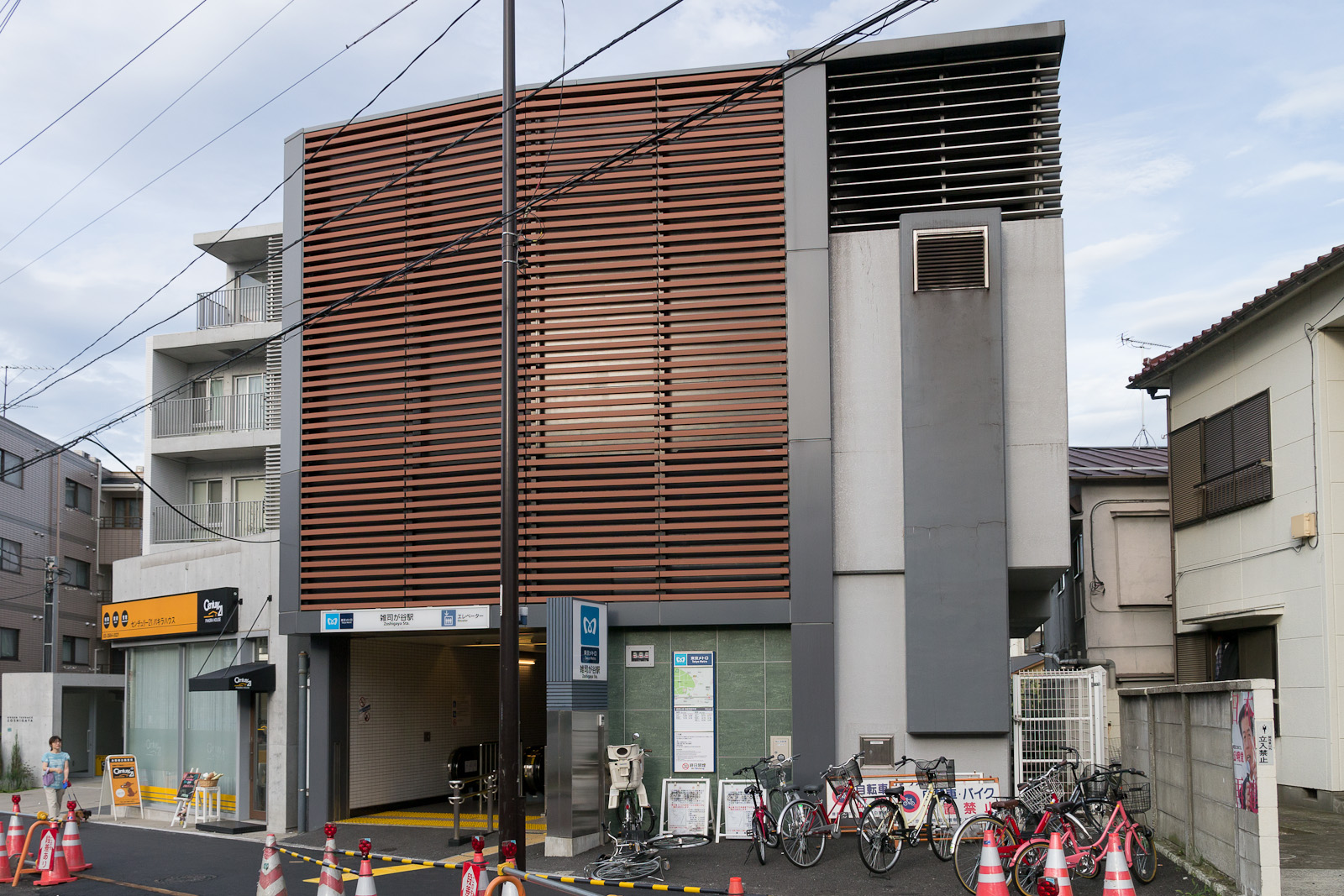

زوشیگایا (雑司が谷)؛ محله ای در توشیما-کو، توکیو است. زوشیگایا شامل زوشیگایا ۱-چومه و زوشیگایا ۳-چومه و همچنین بخش‌هایی از می‌نامی-ایکه بوکورو است.